# Leslie Streit
Leslie Streit is een Amerikaans filmregisseur, -producer, -schrijver en choreograaf.
Haar film God Wears My Underwear uit 2005 die de Joodse Holocaust in verband bracht met de genocide in Tibet in de jaren 50 werd op meerdere filmfestivals vertoond. De film won de prijs voor beste korte film op het Toronto DNA Film Festival.

## Filmografie
- Lavinia's Dream (1999)
- Eyewitness (1999/II)
- God Wears My Underwear (2005)
- The Elly Glass Project (2009)